# Tiironsaari (ö i Lappland, Östra Lappland)
Tiironsaari är en ö i Finland. Den ligger i sjön Anetjärvi och i kommunen Posio i den ekonomiska regionen  Östra Lapplands ekonomiska region  och landskapet Lappland, i den norra delen av landet, 700 km norr om huvudstaden Helsingfors. Öns area är 0,2 hektar och dess största längd är 70 meter i öst-västlig riktning.